# Lancy FC
Lancy FC is een Zwitserse voetbalploeg uit Lancy, een plaats in het Franstalige kanton Genève. De thuiswedstrijden worden gespeeld in het Stade de Marignac. De traditionele kleuren zijn rood en geel.

## Geschiedenis
Lancy FC werd opgericht in 2012 na een fusie tussen Grand-Lancy FC en Lancy Sports FC waarvan eerstgenoemde in de zomer van 2012 werd failliet verklaard en ontbonden. De spelers en staf van beide clubs gingen samen verder bij de nieuwe club. Lancy FC speelt sinds de oprichting in de 1. Liga.

## Resultaten
| Seizoen | Klasse | Klasse | Klasse | Klasse | Klasse | Klasse | Klasse | Klasse | Klasse | Reeks                  | Punten | Opmerkingen                                  |
|         | I      | II     | III    | IV     | V      | VI     | VII    | VIII   | IX     |                        |        | Invoer van Promotion League als derde niveau |
| ------- | ------ | ------ | ------ | ------ | ------ | ------ | ------ | ------ | ------ | ---------------------- | ------ | -------------------------------------------- |
| 2012/13 |        |        |        | 10     |        |        |        |        |        | 1. Liga Classic (gr 1) | 32     |                                              |
| 2013/14 |        |        |        | 10     |        |        |        |        |        | 1. Liga Classic (gr 1) | 32     |                                              |
| 2014/15 |        |        |        | 9      |        |        |        |        |        | 1. Liga (groep 1)      | 34     |                                              |
| 2015/16 |        |        |        | 6      |        |        |        |        |        | 1. Liga (groep 1)      | 38     |                                              |
| 2016/17 |        |        |        | 3      |        |        |        |        |        | 1. Liga (groep 1)      | 44     |                                              |
| 2017/18 |        |        |        | 3      |        |        |        |        |        | 1. Liga (groep 1)      | 47     |                                              |
| 2018/19 |        |        |        | 5      |        |        |        |        |        | 1. Liga (groep 1)      | 45     |                                              |
| 2019/20 |        |        |        | 9*     |        |        |        |        |        | 1. Liga (groep 1)      | 18*    | Vroegtijdig stop gezet wegens coronacrisis   |
| 2020/21 |        |        |        | 9      |        |        |        |        |        | 1. Liga (groep 1)      | 18     |                                              |
| 2021/22 |        |        |        |        |        |        |        |        |        | 1. Liga (groep 1)      |        |                                              |